# Дорогорское
Дорого́рское — село в Мезенском районе Архангельской области Российской Федерации. Административный центр Дорогорского сельского поселения.

## География
Село находится в центре Мезенского района, на правом берегу реки Мезень, в 10 км ниже устья реки Пёза, на автодороге «Архангельск — Пинега — Совполье — Кимжа — Дорогорское — Мезень».

### Часовой пояс
Село Дорогорское, как и вся Архангельская область, находится в часовой зоне МСК (московское время). Смещение применяемого времени относительно UTC составляет +3:00.

## Население
| 2002 | 2010 | 2012 |
| ---- | ---- | ---- |
| 483  | ↘391 | ↗490 |

### Генетика
Учёные, изучавшие частоты гаплотипов современных популяций Восточно-Европейской равнины, пришли к выводу, что у населения в северо-западных (белорусов Мядели Минской области), северных (русские Мезенского района (Мезень, Каменка, Дорогорское и др.) и Ошевенского Каргопольского района Архангельской области) и восточных (русские из Пучежа Ивановской области) частей Восточно-Европейской равнины имеются относительно высокие частоты гаплотипа B2-D2-A2, которые могут отражать примесь от популяций уральской языковой семьи, населявших эти регионы в раннем средневековье.

## Улицы
- ул. Набережная,
- ул. Советская,
- ул. Совхозная.

## Карты
- Лист карты Q-38-89,90 Дороговская. Масштаб: 1 : 100 000. Указать дату выпуска/состояния местности.
- Дорогорское на карте Wikimapia
- Дорогорское. Публичная кадастровая карта